# Natural Color System
Natural Color System (NCS) er et internationalt farvesystem udviklet af den svenske organisation Scandinavian Colour Institute (Skandinaviska Färginstitutet AB) i Stockholm.
NCS fastlægger og kontrollerer farver inden for arkitektur, design samt markedsføring. 
Systemet er baseret på procesteorier om hvordan det menneskelige øje opfatter farver.
Anno 2008 anvendes anden udgave af specifikationen NCS S.
Udvikleren og opfinderen af systemet er den svenske ingeniør Anders Hård.
Den svenske standard NCS-Färgatlas, SS 19102:2004 indeholder en oversigt over NCS-systemet.

## Farvekoder
De enkelte farver i NCS-systemet er forsynet med en kode, eksempelvis S 2050-Y40R, hvor:
- S angiver at farven er fra anden udgave af specifikationen.
- De to første cifre, 20, angiver procent i mørke farver.
- De to følgende cifre, 50, angiver procent i kulører.
- De sidste fire cifre og bogstaver angiver farvetone, Y40R betyder gul med 40% toning i rød.
- Andre farvetoner anvender bogstaverne R og B (rød – blå), B og G (blå – grøn) G og Y (grøn – gul) samt -N (Neutral).